# Чеботаево
Чеботаево — посёлок в Нижнесергинском районе Свердловской области. Входит в Бисертский муниципальный округ.
Ранее посёлок входил в состав Киргишанского сельсовета Нижнесергинского района.

## География
Чеботаево расположено на левом берегу реки Крутихи, в 14 километрах на восток от окружного центра — посёлка городского типа Бисерть.
В Чеботаево не ведут дороги общего пользования, только технологические лесовозные. Основное сообщение — железнодорожный транспорт. В посёлке расположена станция Чеботаево Горьковской железной дороги.

## Население
| 2002 | 2010 |
| ---- | ---- |
| 2    | ↗3   |

По данным переписи населения 2010 года, в Чеботаеве постоянно проживали всего три человека — мужчина и две женщины.

## Инфраструктура
Чеботаево включает четыре улицы: Вокзальная, Железнодорожная, Заречная и Советская.